# LARP1
LARP1‏ (La-related protein 1) هوَ بروتين يُشَفر بواسطة جين LARP1 في الإنسان.<ref name="pmid10878606">